# Phausina flavofrenata
Phausina flavofrenata är en spindelart som beskrevs av Simon 1902. Phausina flavofrenata ingår i släktet Phausina och familjen hoppspindlar. Inga underarter finns listade i Catalogue of Life.